# Baugé-en-Anjou (comuna suprimida)
Baugé-en-Anjou era una comuna nueva francesa, que estaba situada en el departamento de Maine y Loira, de la región de Países del Loira, y que el 1 de enero de 2016 fue suprimida al fusionarse con las comunas de Bocé, Chartrené, Cheviré-le-Rouge , Clefs, Cuon, Échemiré, Fougeré, Le Guédeniau, Saint-Quentin-lès-Beaurepaire y Vaulandry, formando la comuna nueva de Baugé-en-Anjou.

## Historia
Fue creada el 1 de enero de 2013, en aplicación de una resolución del prefecto de Maine y Loira de 30 de marzo de 2012 con la unión de las comunas de Baugé, Le Vieil-Baugé, Montpollin, Pontigné y Saint-Martin-d'Arce, pasando a estar el ayuntamiento en la antigua comuna de Baugé.
La fusión de 2016 también supuso que la comuna nueva de Clefs-Val-d'Anjou fuera suprimida al pasar sus comunas delegadas de Clefs y Vaulandry a formar parte de ella.

## Demografía
| Gráfica de evolución demográfica de Baugé-en-Anjou entre 1800 y 2013 |
|                                                                      |

Los datos entre 1800 y 2013 son el resultado de sumar los parciales de las cinco comunas que formaron la comuna de Baugé-en-Anjou, cuyos datos se han cogido de 1800 a 2006, para las comunas de Baugé, Le Vieil-Baugé, Montpollin, Pontigné y Saint-Martin-d'Arcé de la página francesa EHESS/Cassini. Los demás datos se han cogido de la página del INSEE.

## Composición
| Comuna delegada     | Código INSEE | Población (2010) | Superficie (km²) | Densidad (hab./km²) |
| ------------------- | ------------ | ---------------- | ---------------- | ------------------- |
| Baugé               | 49018        | 3681             | 8.55             | 431                 |
| Le Vieil-Baugé      | 49372        | 1266             | 28.63            | 44                  |
| Montpollin          | 49213        | 207 (2009)       | 4.49             | 46                  |
| Pontigné            | 49245        | 260 (2009)       | 24.17            | 11                  |
| Saint-Martin-d'Arcé | 49303        | 794              | 13.18            | 60                  |